# Delapril
{{Drugbox-lat
| verifiedrevid = 444593478
| IUPAC_name = 2--(2,3-dihidro-1H-inden-2-il)-2-{[(2S)-1-etoksi-1-okso-4-fenilbutan-2-il]amino}propanamido]sirćetna kiselina
| image = Delapril.png
| tradename =  
| Drugs.com = Internacionalno ime leka
| pregnancy_AU = 
| pregnancy_US = 
| pregnancy_category =  
| legal_AU = 
| legal_CA = 
| legal_UK = 
| legal_US = 
| legal_status =  
| routes_of_administration =  
| bioavailability =  
| protein_bound =  
| metabolism =  
| elimination_half-life =  
| excretion =  
| CAS_number_Ref =  
| CAS_number = 83435-66-9
| ATC_prefix = C09
| ATC_suffix = AA12
| ATC_supplemental =  
| PubChem = 5362116
| DrugBank_Ref =  
| DrugBank =  
| UNII_Ref =  
| UNII = W77UAL9THI
| KEGG_Ref =  
| KEGG = D07781
| ChemSpiderID      = 4514931
| smiles            = O=C(OCC)[C@@H](N[C@H](C(=O)N(CC(=O)O)C2Cc1ccccc1C2)C)CCc3ccccc3
| StdInChI          = 1S/C26H32N2O5/c1-3-33-26(32)23(14-13-19-9-5-4-6-10-19)27-18(2)25(31)28(17-24(29)30)22-15-20-11-7-8-12-21(20)16-22/h4-12,18,22-23,27H,3,13-17H2,1-2H3,(H,29,30)/t18-,23-/m0/s1
| StdInChIKey       = WOUOLAUOZXOLJQ-MBSDFSHPSA-N
| chemical_formula =  
| C=26 | H=32 | N=2 | O=5 
| molecular_weight = 452,542 g/mol
}}
Delapril (alindapril) je ACE inhibitor koji se koristi kao antihipertenzivni lek u više zemalja u Evropi i Aziji.

## Spoljašnje veze
|  | Molimo Vas, obratite pažnju na važno upozorenje u vezi sa temama iz oblasti medicine (zdravlja). |